# Distintivo per le fatiche di guerra
Il Distintivo per le fatiche di guerra è una decorazione italiana commemorativa della prima guerra mondiale.

## Storia
L'Italia era entrata da poco nella prima guerra mondiale quando si ravvisò l'opportunità di gratificare con un segno distintivo coloro che, combattendo per la Patria, stavano sopportando quelle che furono allora definite "fatiche di guerra".
Su proposta del Ministro della guerra di concerto con il Ministro della marina, re Vittorio Emanuele III emise il regio decreto 21 maggio 1916, n. 641  con il quale istituì il "Distintivo speciale per i militari ed assimilati che sopportano le fatiche dell'attuale guerra":
Il verde è il primo colore a sinistra, poi seguono il bianco e il rosso; il nastrino era portato sulla giacca a sinistra sul petto, da solo o con altre decorazioni.
Di fatto il nastro è pressoché identico a quello della Medaglia commemorativa delle campagne delle Guerre d'Indipendenza, che ha il rosso a sinistra e il verde a destra, in quanto il conflitto italo austriaco era considerato il proseguimento delle lotte per l'indipendenza.
Come previsto dallo stesso decreto, le modalità di richiesta e concessione e le autorità competenti al conferimento furono regolamentate dal decreto ministeriale 2 giugno 1916, n. 330 che, principalmente, stabilì che avevano diritto a questa decorazione i militari del Regio Esercito o della Regia Marina e il personale militarizzato che aveva prestato servizio, per un periodo complessivo di almeno un anno, presso i Comandi e le Intendenze o che era stato mobilitato nelle zone di guerra delle Alpi Carniche o di Venezia.
Concorreva a formare il periodo minimo di un anno anche il tempo passato negli ospedali o convalescenziari a causa di ferite ricevute durante operazioni militari.
Il periodo minimo era ridotto a quattro mesi per chi aveva operato fuori del territorio nazionale, sempre che il motivo non fosse l'incapacità professionale.
La normativa fu migliorata e perfezionata dai successivi decreti ministeriali n. 633 del 31 ottobre 1916 e n. 257 del 5 aprile 1918 che, tra le altre cose, al fine di differenziare tra le persone decorate quelle che avevano trascorso più anni nelle zone di operazione, diede la possibilità di apporre sul distintivo una stelletta a cinque punte, larga 5 mm, per ogni anno intero passato al fronte.
Il nastrino era completato da una stelletta d'argento per ogni anno di campagna.
| Nastrini                   |                    |                    |                    |                    |
| meno di 1 anno di campagna | 1 anno di campagna | 2 anni di campagna | 3 anni di campagna | 4 anni di campagna |

Il distintivo fu "assorbito" dalla "Medaglia Commemorativa della Guerra Italo-austriaca 1915-1918 per il compimento dell'unità d'Italia", quella "coniata nel bronzo nemico", istituita con regio decreto 29 luglio 1920, n. 1241 e che aveva un nastrino identico.

## Altre versioni
Negli anni 1918 e 1919 furono istituiti altri distintivi per categorie di persone che, pur non essendo impiegate direttamente in combattimento, erano ugualmente spesso esposte ai rischi e ai disagi conseguenti dalle operazioni di guerra:

### Distintivo per gli equipaggi delle navi mercantili

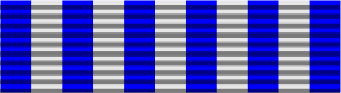
Distintivo per la marina mercantile

Gli equipaggi delle navi mercantili nazionali, che si esposero ai rischi e sopportarono i disagi inerenti all'esercizio della navigazione durante la guerra 1915-1918, con regio decreto 17 gennaio 1918, n. 150, furono autorizzati a fregiarsi di un "distintivo speciale" destinato a valere come pubblico attestato di benemerenza, consistente in un nastrino di seta di undici righe verticali di eguale larghezza alternate dei colori azzurro e bianco.
Con regio decreto 15 luglio 1923, n. 1786 tale distintivo fu modificato nella Medaglia di benemerenza per il personale della marina mercantile che sopportò i disagi ed i rischi della guerra, in tutto identica alla Medaglia commemorativa 1915-1918, la quale andava portata con il nastro bianco e azzurro.
Per ogni anno intero di navigazione effettuata andava applicato: sul nastro della medaglia una fascetta in bronzo e sul nastrino una stelletta d'argento a cinque punte.

### Distintivi per gli agenti delle ferrovie

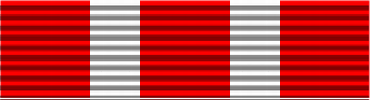
Distintivo per i ferrovieri

#### Agenti delle ferrovie dello Stato
Gli agenti delle ferrovie dello Stato esposti ai rischi ed ai disagi inerenti al servizio delle linee ferroviarie più a contatto colle operazioni di guerra, con regio decreto 3 maggio 1918, n. 665, furono autorizzati a fregiarsi di un "distintivo speciale" destinato a valere come pubblico attestato di benemerenza, consistente in un nastrino di seta della larghezza di mm 37, avente tre fasce rosse larghe mm 9 ciascuna, alternate con due fasce bianche della larghezza di mm 5 ciascuna.

#### Agenti delle ferrovie concesse e delle tranvie
Con regio decreto del 27 luglio 1919 fu istituito un "distintivo speciale" destinato a valere come pubblico attestato di benemerenza anche per gli agenti addetti alle ferrovie concesse ed alle tranvie a trazione meccanica, esistenti in zona di guerra ed esercitate dalla "Società veneta per costruzione ed esercizio di ferrovie secondarie italiane", dalla "Società anonima per la ferrovia Padova-Piazzola", nonché dalla "Società anonima per le tranvie vicentine".
Il provvedimento istitutivo prevedeva che le modalità del distintivo e del conferimento dello stesso dovevano essere determinate con decreto dei Ministeri della guerra e dei lavori pubblici.